# Plac Eurazji
Plac Eurazji (ros. Площадь Евразии) – plac miejski w Moskwie, w pobliżu budynku Dworca Kijowskiego, powstał jako Plac Europy z współnej inicjatywy rosyjsko-belgijskiej jako symbol europejskiej jedności (wiele podobnych projektów zostało wdrożonych także w innych miastach europejskich). Obszar placu powstawał od września 2001 do 15 września 2002 roku, kiedy został otwarty. Na placu znajduje się kompleks architektoniczny obejmujący 48 kolumn z flagami państw europejskich, restaurację nazwaną "Europa", oraz abstrakcyjną rzeźbę zaprojektowaną przez belgijskiego rzeźbiarza Oliviera Strebellego, noszącą nazwę "Porwanie Europy".
Ze względu na toczącą się wojną na Ukrainie i pogorszenie stosunków między Rosją a Europą, 18 marca 2023 roku z placu zdjęte zostały flagi a 24 lipca 2024 roku nazwa została zmieniona na Plac Eurazji.

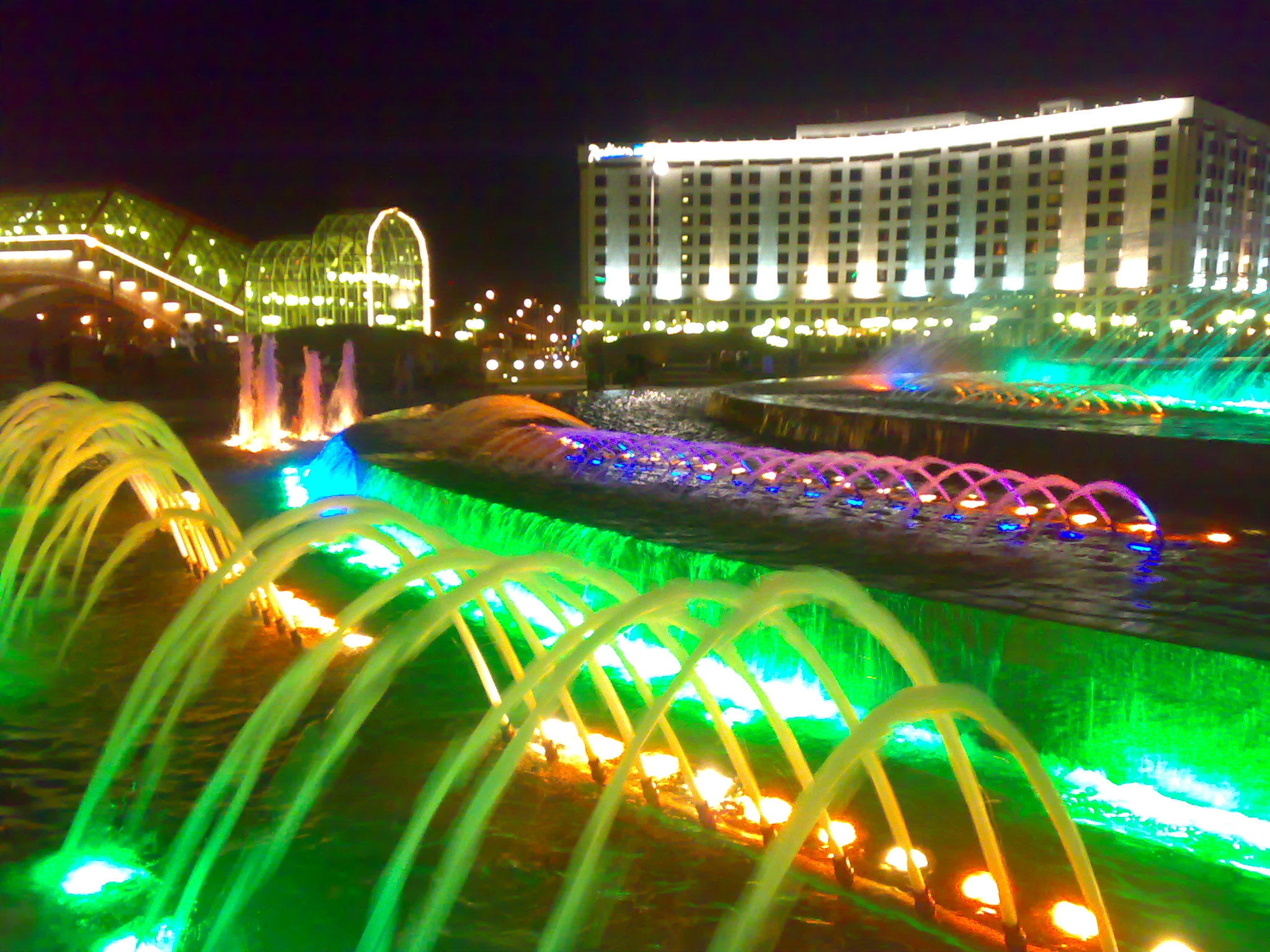
Podświetlone fontanny na placu